# California Chrome
California Chrome (født 18. februar 2011) er en amerikansk-født galophest af racen engelsk fuldblod. 
Som tre-årig vandt California Chrome de to første galopløb i den amerikanske triple crown-serie, Kentucky Derby og Preakness Stakes og fik derved muligheden for at vinde triple crown med en sejr i det sidste løb, Belmont Stakes, hvilket ikke var sket de foregående 36 år. California Chrome blev imidlertid "blot" nr. 4 i løbet på Belmont Stakes. 
Efter den særdeles succesrige sæson som tre-årig, var næste sæson i 2015 noget mere afdæmpet, men California Chrome opnåede dog en andenplads i verdens største galopløb målt på pengepræmier, Dubai World Cup. Som fem-årig stillede California Chrome den 26. marts 2016 atter op i Dubai World Cup. Fra en dårlig startposition vandt California Chrome løbet med 3 3⁄4 længder.
Med sejren i Dubai World Cup 2016 og de ca. 6 mio. $ i præmie blev California Chrome den bedst indtjenende hest nogensinde i Nordamerika. Med sejren opnåede California Chrome mere end 12,5 mio. $ i præmiepenge, hvilket kun er overgået af tre japanske heste.
California Chromes ophav er Lucky Pulpit (hingst) og Love the Chase (hoppe), der ikke var specielt succesfulde galopheste. Avlslinjen kan via Eclipse føres tilbage til Darley Arabian.